# 1896 na Venezuela
Esta é uma cronologia dos principais fatos ocorridos no ano de 1896 na Venezuela.

## Arte
- Retrato del licenciado Miguel José Sanz, de Antonio Herrera Toro.
- Miranda en La Carraca, de Arturo Michelena.

## Livros
- Palabras, de Pedro Emilio Coll.
- Sensaciones del viaje, de Manuel Díaz Rodríguez.
- El hombre y la historia, de José Gil Fortoul.
- Pentélicas, de Andrés Mata.

## Personalidades

### Nascimentos

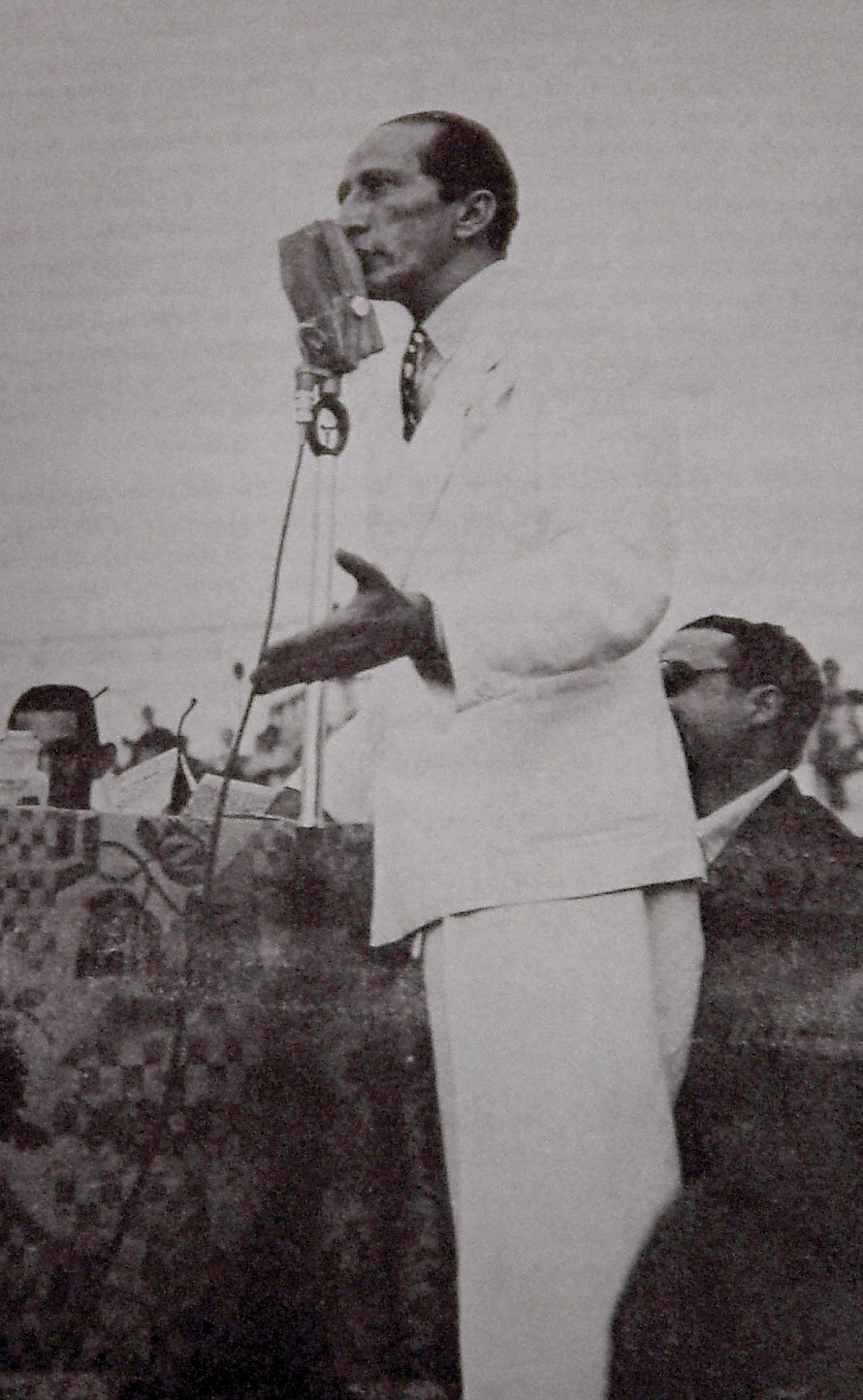
Andrés Eloy Blanco

- 1 de janeiro – Salvador de la Plaza (m. 1970), sindicalista, advogado e político.
- 2 de agosto – Lorenzo Herrera (m. 1960), cantor e compositor de música popular.
- 6 de agosto – Andrés Eloy Blanco (m. 1955), advogado, escritor, humorista, poeta e político.[1]
- 26 de setembro – Rodolfo Loero Arismendi (m. 1987), professor titular.

### Mortes
- 17 de julho – Juan Hurtado Manrique (n. 1837), arquiteto.